# 福克-沃尔夫
福克-沃尔夫飞机制造股份有限公司（德語： 德語發音：[ˌfɔkəˈvʊlf]）是一家著名的德国飞机制造商，在第二次世界大战期间以设计并生产福克-沃尔夫Fw-190等著名军用飞机而闻名于世。二战后虽然遭受重创，但依然坚持运行。该公司和其它大多数德国飞机制造公司一样（比如亨克尔公司），最终演变成了欧洲空中客车集团的一部分。

## 发展沿革
1923年10月24日， 海因里希·福克教授、乔治·沃尔夫以及维尔纳·瑙曼博士（这位维尔纳·瑙曼博士并非在纳粹党国民教育与宣传部工作的维尔纳·瑙曼）在德国不来梅成立了不来梅飞机制造股份有限公司（德語：Bremer Flugzeugbau AG），随后很快便改名为福克-沃尔夫飞机制造股份有限公司。1931年与阿尔巴特罗飞机制造厂合并，阿尔巴特罗的工程师和试飞员库尔特·谭克成为了技术部门主管。
从1938年开始设计的福克-沃尔夫Fw-190战斗机于1941年开始大规模生产并投入第二次世界大战，Fw-190和其各类衍生型号迅速成为了纳粹德国空军的主力战斗机之一，直到1945年德国战败停产。
战后，包括库尔特·谭克在内的大量的主力员工前去了阿根廷发展。福克-沃尔夫从1951年开始生产一些滑翔机这样的小型飞机。1961年与汉堡飞机制造公司和威塞尔飞机制造公司联手成立北部发展圈（简称ERNO），进军航天市场，开始生产火箭。1964年，福克-沃尔夫正式与威塞尔合并成为联合航空技术制造厂（简称VFW），福克-沃尔夫不复存在。

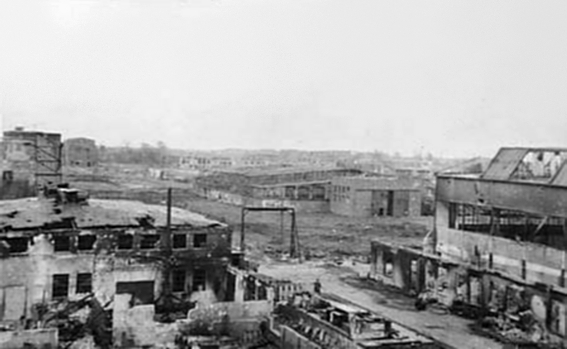
1945年，福克-沃尔夫在不来梅受损的工厂

1981年，VFW被梅塞施密特-伯尔科-布洛姆并购（简称MBB，由同样大名鼎鼎的梅塞施密特与其它德国飞机制造商在1968年合并而成）。1989年，MBB则又被戴姆勒克莱斯勒航天公司收购。后者最终在2000年7月与法国航太部门合并成为欧洲航空防卫暨太空公司（简称EADS）的一部分，2014年EADS又重组成为了今天的空中客车集团。